# IC 2118
IC 2118, también conocida como nebulosa Cabeza de Bruja o NGC 1909, es una muy tenue nebulosa de reflexión. Se cree que es un antiguo remanente de supernova o una nube de gas iluminado por la cercana supergigante azul Rigel (β Ori). Se encuentra en la constelación de Eridanus, muy cerca a Orión, a unos 1000 años luz de la Tierra. La naturaleza de las partículas de polvo que reflejan la luz azul más que la luz roja, es un factor el que IC 2118 sea de color azul. Las observaciones de radio muestran sustancial las emisiones de monóxido de carbono a lo largo de partes de IC 2118 un indicador de la presencia de nubes moleculares y de formación estelar en la nebulosa. De hecho, los candidatos a pre-estrellas de secuencia principal y algunos ejemplos clásicos de estrellas T Tauri se han encontrado en lo profundo de la nebulosa.